# 交通部 (中華民国)
交通部（こうつうぶ）は、中華民国の行政院に属する郵政、電信、運輸、気象及び観光に関する業務全般を担当する省庁。日本の旧運輸省や旧郵政省、旧運輸通信省に相当する。

## 沿革

### 第二次世界大戦まで
交通部の歴史は清代末期の郵傳部の設立にまで遡ることができる。
1912年1月3日、中華民国臨時政府の内閣は郵傳部の廃止と交通部の設置を発表した。 交通部は陸運、空運、郵便、電信の4つの行政領域を管轄した。
1912年3月12日、臨時政府国務院は交通部を設置した。1917年、広東軍政府も交通部を設置した。
1926年11月、国民政府（中国国民党中央委員会執行委員会・国民政府構成員臨時合同会議）が交通部組織法を公布。 孫科が交通部長に特別任命された。
1927年5月16日、国民政府は南京市に交通部を設置し、王伯群を大臣とした。1927年8月8日、交通部組織法が公布された。10月20日、交通部は国民政府から行政院に移管された。1928年10月23日、交通部道路局が廃止され、その管轄下にあった鉄道事務は新設された国民政府鉄道部に移管された。
1938年1月1日、鉄道部は廃止され、交通部に統合された。

### 第二次世界大戦後
戦後、交通復員準備委員会が設置され、1946年1月には「戦時交通管理局」が廃止され、高速道路は交通部高速道路総局に返還された。1946年3月には各鉄道管理局の組織規定が公布された。1946年3月、交通部は各鉄道管理局の組織規定を公布し、その後、全国の電気通信地域区分を調整・変更した。1948年、動員戡乱時期臨時条款制定後も設立を維持した。

### 中華民国政府台湾移転後
中華民国政府の台湾への移転後、交通部は1956年に台北市中正区長沙街の旧台湾総督府交通局逓信部をオフィスとして使用することとした。

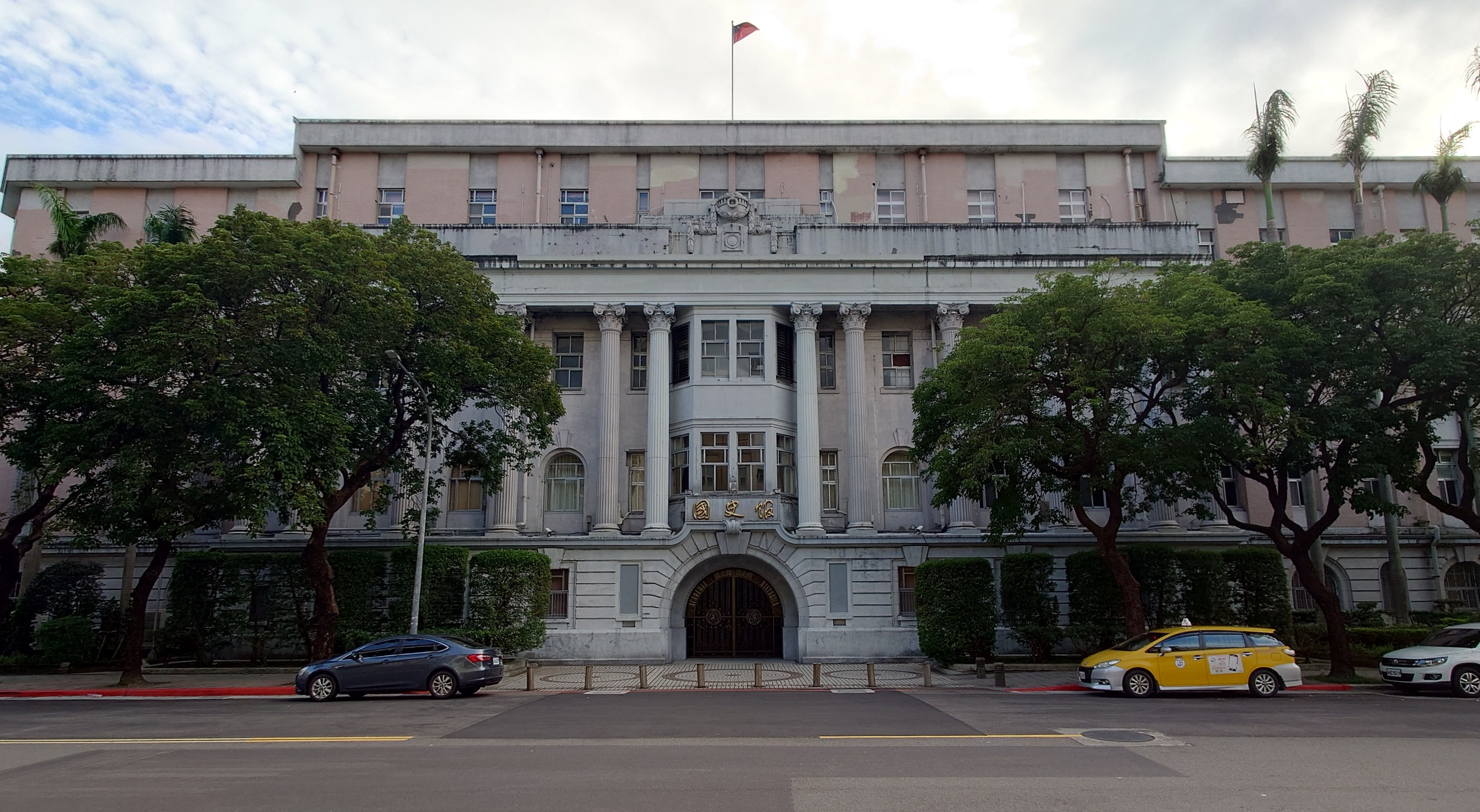
旧台湾総督府交通局逓信部

2006年以前は、交通部が管理する通信事業は、郵便事業、電気通信事業、放送事業（ラジオ・テレビ放送を含む）で構成されていたが、2006年に国家通訊伝播委員会（NCC）が設立された後、放送事業はNCCに管理が移管され、電気通信事業はNCCと分割されたが、郵便事業は従来通りであった。
2006年11月10日、交通部は台北市中正区仁愛路の交通通訊傳播ビルに移転し、国家通訊伝播委員会と同居することになった。台湾総督府交通局逓信部はその後2010年4月まで国史館として使用された。
傘下の国有企業としては中華郵政股份有限公司や桃園国際機場公司、台湾港務股份有限公司、台湾鉄路管理局のほか、交通部はその後も中華電信、チャイナエアライン、台湾高速鉄路公司、台北捷運公司（前者2社は中国航空発展基金会を通じて保有）、桃園航勤股份有限公司、陽明海運公司などの交通関連企業の株式を保有している。
2010年2月に行政院組織法が改正された際、交通部を「交通及建設部」に改編することが提案され、旧交通部と旧行政院公共事業委員会、内政部建設局（現在の内政部土地管理局）を統合し、将来的には交通建設部の交通、運輸、観光、郵便のほか、建設、公共事業などのインフラ整備と技術仕様、政府調達（郵便局を含む）など、担当する事業を増やすことが提案されていた。2013-2021年交通建設部組織法草案は3回にわたり立法院に送られ、審査されたが、政府と野党の合意が得られず、法案は成立しなかった。
2018年6月11日、台湾高速鉄道や地方都市の捷運で設計施工を担当していた部局の高速鉄路工程局と台湾鉄路管理局の路線改良・新設を担当していた鉄路改建工程局を鉄道局に統合。
2021年3月25日、行政院は組織改革法案を可決し、交通部はデジタル発展部の設立に伴い合併し、将来的に関連業務を移管することになった。
2023年4月26日、行政院組織法が改正され、交通部と言う名称を再度復活させた。5月16日、立法院は交通部組織法改正草案の第三読会を通過した。6月7日に立法院は交通部組織改革法案を可決した。9月15日に新法の組織改革が実施され、中央気象署、観光署、公路局は格上げされ、改称された。

## 組織
- 交通部長
  - 交通部次長（常務次長2名、政務次長1名）

### 部内組織
- 秘書室
- 技監室
- 参事室
- 路政司
- 郵電司
- 航政司
- 総務司
- 人事処
- 政風処
- 会計処
- 統計処
- 道路交通安全監督委員会
- 法規委員会
- 訴願審議委員会
- 交通動員委員
- 管理情報センター
- 科技コンサルタント室
- 交通事業管理小組

### 所属機関
- 観光署
- 中央気象署
- 公路局
- 高速公路局（中国語版）
- 鉄道局
- 民用航空局
- 航港局（中国語版）
- 運輸研究所（中国語版）

### 所属機構
- 台湾鉄路公司
- 中華郵政
- 桃園国際機場公司
- 台湾港務公司（中国語版）

## 歴代交通部長
| 代           | 氏名         | 就任日         | 退任日         |
| 北洋政府時期 | 北洋政府時期 | 北洋政府時期   | 北洋政府時期   |
| ------------ | ------------ | -------------- | -------------- |
| 1            | 施肇基       | 1912年4月      | -              |
| 2            | 朱啓鈐       | 1912年7月      | -              |
| 3            | 周自斉       | 1913年9月      | -              |
| 4            | 梁敦彦       | 1915年5月      | -              |
| 5            | 曹汝霖       | 1916年4月      | -              |
| 6            | 汪大燮       | 1916年6月      | -              |
| 7            | 許世英       | 1916年7月      | -              |
| 8            | 曹汝霖       | 1917年7月      | -              |
| 9            | 葉恭綽       | 1920年8月      | -              |
| 10           | 張志潭       | 1921年5月      | -              |
| 11           | 葉恭綽       | 1921年12月     | -              |
| 12           | 高恩洪       | 1922年6月      | -              |
| 13           | 呉毓麟       | 1923年1月      | -              |
| 14           | 黄郛         | 1924年10月     | -              |
| 15           | 葉恭綽       | 1924年11月     | -              |
| 16           | 龔心湛       | 1925年12月     | -              |
| 17           | 張志潭       | 1926年5月      | -              |
| 18           | 潘復         | 1927年1月      | -              |
| 1            | 孫科         | 1928年10月     | -              |
| 2            | 葉恭綽       | 1931年12月     | -              |
| 3            | 陳公博       | 1932年2月      | -              |
| 4            | 汪兆銘       | 1932年2月      | -              |
| 5            | 顧孟余       | 1932年3月      | -              |
| 6            | 張嘉璈       | 1935年12月     | -              |
| 国民政府時期 |              |                |                |
| -            | 孫科         | 1926年8月      | -              |
| 1            | 王伯群       | 1928年10月     | -              |
| 2            | 陳銘枢       | 1931年12月     | -              |
| 3            | 黄紹竑       | 1932年7月      | -              |
| 4            | 朱家驊       | 1932年10月     | -              |
| 5            | 顧孟余       | 1935年12月     | -              |
| 6            | 兪飛鵬       | 1937年3月      | -              |
| 7            | 張嘉璈       | 1938年2月      | -              |
| 8            | 曽養甫       | 1942年12月     | -              |
| 9            | 兪飛鵬       | 1945年3月      | -              |
| 10           | 兪大維       | 1946年5月      | -              |
| 遷台後       |              |                |                |
| 1            | 兪大維       | 1948年5月30日  | 1949年3月21日  |
| 2            | 端木傑       | 1949年3月21日  | 1950年1月26日  |
| 3            | 陳良         | 1950年1月26日  | 1950年3月15日  |
| 4            | 賀衷寒       | 1950年3月15日  | 1954年5月31日  |
| 5            | 袁守謙       | 1954年6月1日   | 1960年7月22日  |
| 6            | 沈怡         | 1960年7月23日  | 1967年12月10日 |
| 7            | 孫運璿       | 1967年12月11日 | 1969年10月10日 |
| 8            | 張継正       | 1969年10月11日 | 1972年5月31日  |
| 9            | 高玉樹       | 1972年6月1日   | 1976年6月10日  |
| 10           | 林金生       | 1976年6月11日  | 1981年11月30日 |
| 11           | 連戦         | 1981年12月1日  | 1987年4月22日  |
| 12           | 郭南宏       | 1987年4月23日  | 1989年5月31日  |
| 13           | 張建邦       | 1989年6月1日   | 1991年4月23日  |
| 代           | 馬鎮方       | 1991年4月24日  | 1991年5月31日  |
| 14           | 簡又新       | 1991年6月1日   | 1993年2月26日  |
| 15           | 劉兆玄       | 1993年2月27日  | 1996年6月9日   |
| 16           | 蔡兆陽       | 1996年6月10日  | 1998年3月31日  |
| 17           | 林豊正       | 1998年4月1日   | 2000年3月26日  |
| 代           | 陳世圯       | 2000年3月27日  | 2000年5月19日  |
| 18           | 葉菊蘭       | 2000年5月20日  | 2002年1月31日  |
| 19           | 林陵三       | 2002年2月1日   | 2006年1月24日  |
| 20           | 郭瑤琪       | 2006年1月25日  | 2006年8月24日  |
| 21           | 蔡堆         | 2006年8月25日  | 2008年5月19日  |
| 22           | 毛治国       | 2008年5月20日  | 2013年2月17日  |
| 23           | 葉匡時       | 2013年2月18日  | 2015年1月13日  |
| 代           | 陳建宇       | 2015年1月14日  | 2015年1月23日  |
| 24           | 陳建宇       | 2015年1月24日  | 2016年5月19日  |
| 25           | 賀陳旦       | 2016年5月20日  | 2018年7月15日  |
| 26           | 呉宏謀       | 2018年7月16日  | 2018年12月3日  |
| 代           | 王国材       | 2018年12月4日  | 2019年1月13日  |
| 27           | 林佳龍       | 2019年1月14日  | 2021年4月20日  |
| 28           | 王国材       | 2021年4月20日  | 現職           |